# Andrea Anastasi
Andrea Anastasi (* 8. Oktober 1960 in Poggio Rusco) ist ein italienischer Volleyballtrainer und ehemaliger Volleyball-Nationalspieler.

## Karriere als Spieler
Andrea Anastasi begann seine Karriere als Zuspieler 1977 bei Pallavolo Parma. 1980 wechselte er zu Panini Modena, mit dem er 1983 den CEV-Pokal gewann. Danach ging er zu Kutiba Falconara, wo er 1986 erneut CEV-Pokalsieger wurde. 1987 wechselte Anastasi zu Sisley Treviso. Auch hier gewann er in seinem letzten Jahr 1991 den CEV-Pokal. Seine Spielerkarriere ließ er bei Schio Sport und bei Gioia del Colle ausklingen.
Seit 1981 spielte Andrea Anastasi auch in der Italienischen Nationalmannschaft, mit der er 141 Länderspiele absolvierte. Höhepunkte waren hier 1988 die Teilnahme an den Olympischen Spielen in Seoul, der Sieg bei der Europameisterschaft 1989 in Schweden, der Weltmeistertitel 1990 in Brasilien sowie die Siege in der Weltliga 1990 und 1991.

## Karriere als Trainer
Andrea Anastasi startete seine Trainerkarriere 1994 in der Serie A2 bei Pallavolo Brescia. Danach wechselte er in die Serie A1 zu Gabeca Montechiari, wo er vier Jahre Trainer war. 1999 übernahm er für vier Jahre die Italienische Männer-Nationalmannschaft, mit der er 1999 und 2000 die Weltliga gewann, 1999 und 2003 Europameister wurde und bei den Olympischen Spielen 2000 in Sydney die Bronzemedaille gewann. Von 2003 bis 2005 war er wieder in der Serie A1 bei BreBranca Lannutti in Cuneo tätig. Danach übernahm Anastasi die Spanische Nationalmannschaft, mit der er 2007 Europameister wurde. Von 2007 bis 2010 trainierte er wieder Italien. Von 2011 bis 2013 arbeitete er als Trainer der Polnischen Nationalmannschaft.